# Helen Hayes

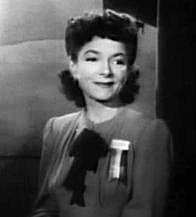
Helen Hayes en el film Stage Door Canteen el 1943

Helen Hayes, nascuda Helen Hayes Browne (Washington DC, 10 d'octubre de 1900 − Nyack, 17 de març de 1993) va ser una actriu estatunidenca.

## Biografia
A més a més del cinema i la televisió, Helen Hayes serà al llarg de la seva carrera molt activa al teatre (en particular a Broadway, on hi treballa des del 1909 fins al 1970, en obres i comédies musicals, i on un teatre porta el seu nom des de 1983: Helen Hayes Theatre, que li valdrà el sobrenom de "First Lady of the American Theatre".
Una estrella li és dedicada al Passeig de la Fama de Hollywood.

## Filmografia parcial
- 1910: Jean and the Calico Doll: la filla
- 1917: The Weavers of Life: Peggy
- 1928: The Dancing Town - Curt
- 1931: The Sin of Madelon Claudet: Madelon Claudet
- 1931: Arrowsmith, de John Ford: Leora Tozer Arrowsmith
- 1932: Adéu a les armes (A Farewell to Arms): Catherine Barkley
- 1932: The Son-Daughter: Lian Wha 'Star Blossom
- 1933: The White Sister: Angela Chiaromonte
- 1933: Another Language: Stella 'Stell' Hallam
- 1933: Night Flight: Madame Fabian
- 1934: What every Woman knows: Maggie Wylie
- 1935: Vanessa: Her Love Story: Vanessa Paris
- 1938: Hollywood Goes to Town - Film Documental - No surt als crèdits: ella mateixa
- 1943: Stage Door Canteen (cameo)
- 1952: My Son John: Lucille Jefferson
- 1954: Light's Diamond Jubilee - Documental TV: ella mateixa
- 1956: Anastasia: l'emperadriu
- 1959: Third Man on the Mountain : Una turista (no surt als crèdits)
- 1969: Arsènic per compassió - Telefilm: Abby Brewster
- 1970: The Front Page - Telefilm: Narradora
- 1970: Airport: Ada Quonsett
- 1971: Do Not Fold, Spindle, or Mutilate - Telefilm: Sofia Tate Curtis
- 1972: Harvey - Telefilm: Veta Louise Simmons
- 1972: The Snoop Sisters - Telefilm: Ernesta Snoop
- 1974: Herbie Rides Again: Mme Steinmetz
- 1974: Black Day for Bluebeard - Telefilm: Ernesta Snoop
- 1975: One of Our Dinosaurs Is Missing: Hettie
- 1976: Victory at Entebbe - Telefilm: Etta Grossman-Wise
- 1977: Candleshoe Lady St. Edmund: Lady St. Edmund
- 1978: A Family Upside Down: Emma Long
- 1982: Murder Is Easy (telefilm): Lavinia Fullerton
- 1982: Night of 100 Stars - Documental TV: ella mateixa
- 1983: A Caribbean Mystery (telefilm): Miss Jane Marple
- 1985: Murder with Mirrors (telefilm): Miss Jane Marple
- 1995: First 100 Years: A Celebration of American Movies - Documental TV: ella mateixa

## Teatre (a Broadway)
- 1909-1910: Old Dutch, comèdia musical, música de Victor Herbert
- 1910: The Summer Widowers, comèdia musical, música de A. Baldwin Sloane
- 1911: The Never Homes, comèdia musical, música de A. Baldwin Sloane
- 1914: The Prodigal Husband, obra de Dario Niccodemi i Michael Morton, amb Ferdinand Gottschalk
- 1918-1919: Dear Brutus, obra de J. M. Barrie, amb Elisabeth Risdon
- 1919-1920: Clarence, obra de Booth Tarkington, amb Mary Boland
- 1920-1921: Bab, obra d'Edward Child Carpenter
- 1921: The Wren, obra de Booth Tarkington, amb Leslie Howard
- 1921: Golden Days, comèdia musical de Sidney Toler i Marion Short, amb Selena Royle
- 1922: To the Ladies, obra de George S. Kaufman i Marc Connelly, amb Otto Kruger
- 1924: We Moderns, obra d'Israel Zangwill
- 1924: She stoops to conquer, obra d'Oliver Goldsmith, amb Harry Beresford, J.M. Kerrigan, Selena Royle, Basil Sydney
- 1924-1925: Dancing Mothers, obra d'Edgar Selwyn i Edmund Goulding, amb John Halliday, Henry Stephenson
- 1924-1925: Quarantine, obra de F. Tennyson Jesse
- 1925: Caesar and Cleopatra, obra de George Bernard Shaw, amb Lionel Atwill, Henry Travers, Helen Westley
- 1925-1926: The Last of Mrs. Cheyney, obra de Frederick Lonsdale
- 1925-1926: Young Blood, obra de James Forbes, amb Florence Eldridge
- 1926: What every Woman knows, obra de J. M. Barrie, posada en escena de Lumsden Hare, amb Rose Hobart, Lumsden Hare
- 1927-1928: Ziegfeld Follies of 1927, comèdia musical, música i lletra d'Irving Berlin
- 1927-1928: Coquette, obra de George Abbott i Ann Preston, posada en escena de George Abbott, amb Una Merkel, Charles Waldron
- 1930: Mr. Gilhooley, obra de Frank B. Elser adaptació de Liam O'Flaherty
- 1930-1931: Petticoat Influence, obra de Neil Grant, amb Henry Stephenson, Reginald Owen
- 1931-1932: The Good Fairy, obra de Ferenc Molnár, amb Walter Connolly
- 1933-1934: Mary of Scotland, obra de Maxwell Anderson, amb Ernest Cossart, George Coulouris, Philip Merivale, Moroni Olsen (Marie Stuart el 1936)
- 1935-1938: Victoria Regina, obra de Laurence Housman, amb George Zucco (fine el 1936), Mary Forbes (fins al 1937), Vincent Price (fins al 1937)
- 1939-1940: Ladies and Gentlemen, obra de Charles McArthur i Ben Hecht, amb Connie Gilchrist, Robert Keith, Philip Merivale
- 1940-1941: Twelfth Night o What you will, obra de William Shakespeare (música de Paul Bowles), amb Maurice Evans
- 1941-1942: Candle in the Wind, obra de Maxwell Anderson, amb Joseph Wiseman
- 1943-1944: Harriet, obra de Florence Ryerson i Colin Clements, posada en escena d'Elia Kazan, amb Rhys Williams
- 1946-1948: Happy Birthday, obra d'Anita Loos, produïda per Richard Rodgers i Oscar Hammerstein II (+ cançons addicionals d'aquests darrers i de James Livingston; + música de Robert Russell Bennett), posada en escena de Joshua Logan
- 1950: The Wisteria Trees, obra escrita i posada en escena per Joshua Logan, adaptació de The Cherry Orchard d'Anton Tchekhov, amb Walter Abel, Kent Smith
- 1952-1953: Mrs. McThing, obra de Mary Chase, amb Jules Munshin, Ernest Borgnine
- 1954-1955: What every Woman knows, obra de J. M. Barrie i John Stix, amb Kent Smith
- 1955: The Wisteria Trees, de Joshua Logan, amb Walter Matthau, Warren Oates, Cliff Robertson
- 1955: The Skin of our Teeth, obra de Thornton Wilder, amb Don Murray, Mary Martin, George Abbott
- 1957-1958: Time remembered, obra de Jean Anouilh, adaptation de Patricia Moyes, amb Richard Burton
- 1958-1959: A Touch of the Poet, obra d'Eugene O'Neill, amb Betty Field, Eric Portman
- 1964: The White House, obra de A.E. Hotchner, amb James Daly, Gene Wilder
- 1966: Right you are if you think you are, obra de Luigi Pirandello, amb Donald Moffat
- 1966: We, Comrades Three, obra de Richard Baldridge adaptació de l'obra de Walt Whitman
- 1966-1967: The School for Scandal, obra de Richard Brinsley Sheridan, amb Donald Moffat
- 1967-1968: The Show Off, obra de George Kelly
- 1969-1970: The Front Page, obra de Ben Hecht i Charles McArthur, amb Robert Ryan
- 1970: Harvey, obra de Mary Chase, amb James Stewart, Jesse White

## Premis i nominacions

### Premis
- 1932. Oscar a la millor actriu per The Sin of Madelon Claudet
- 1947. Premi Tony a la millor actriu en una obra per Happy Birthday
- 1958. Premi Tony a la millor actriu en una obra per Time remembered
- 1971. Oscar a la millor actriu secundària per Airport
- 1980. Premi Tony. Premi especial pel conjunt de la seva carrera
- Primetime Emmy a la millor actriu en sèrie dramàtica

### Nominacions
- 1957. Globus d'Or a la millor actriu dramàtica per Anastasia
- 1970. Premi Tony a la millor actriu en una obra per Harvey
- 1975. Globus d'Or a la millor actriu musical o còmica per Herbie Rides Again